# Hermitage Castle
Hermitage Castle ist eine halbverfallene Burg am Hermitage Water in der Region Scottish Borders in Schottland. Sie steht unter der Verwaltung von Historic Scotland, einer Behörde der schottischen Regierung für historische Denkmäler. Die Burg hat auf Grund ihrer einsamen Lage, Geschichte und ihrer Erscheinung den Ruf als eine der unheimlichsten und atmosphärischsten in Schottland.

## Lage
Die Burg liegt in der ehemaligen Baronie Liddesdale in einem Tal der Hügelländer der Grenzregion zwischen Schottland und England. Von ihrer Position aus kann man einen großen Teil der zentralen schottischen Grenzregion kontrollieren. Die nähere Umgebung der Burg besteht zum überwiegenden Teil aus Mooren und nassem Untergrund, wodurch ein Angriff sehr erschwert wird.

## Geschichte
Man nimmt an, dass sich der Name aus dem altfranzösischen l’armitage („Wachhaus“) herleitet. Die Burg wird in der Literatur auch poetisch als das Wachhaus des blutigsten Tals in Britannien sowie Stärke von Liddesdale bezeichnet. 
Die erste Burg bestand aus Holz und wurde vermutlich von Nicholas de Soulis um 1240 erbaut, damals noch in Gestalt einer typischen normannischen Motte. Die Burg verblieb bis ungefähr 1320 in seiner Familie, als sein Nachkomme William Soulis der Hexerei und des versuchten Königsmords an Robert I. beschuldigt und das Land und die Burg als verfallenes Pfand genommen wurde. Die Legende besagt, dass Soulis Pächter, die unerträgliche Plünderungen erleiden mussten, ihn in der Nähe des Ninestane Rig festhielten und zu Tode kochten.
Um 1360 herum begann Hugh de Dacre mit dem Bau einer steinernen Burganlage, die unter William Douglas deutlich erweitert und umgebaut wurde. Die Burg wechselte mehrfach den Besitzer und kam im 15. Jahrhundert in den Besitz der Earls of Bothwell. Im 16. Jahrhundert erhielt die ganze Anlage verschiedene Anpassungen, um sie besser gegen Artillerie verteidigen zu können. Die schottische Königin Maria Stuart hatte auf der Burg mindestens ein Treffen mit James Hepburn. Nachdem unter Jakob I. die Kriege zwischen Schottland und England beendet wurden, verlor die Burg ihre strategische Bedeutung, wurde aufgegeben und verfiel.
Während des 19. Jahrhunderts gab es einige Restaurierungsarbeiten an der Burg, durch die sie den heutigen Zustand bekam.

## Architektur
Das Gebäude steht auf einer künstlich aufgeschütteten Fläche, auf der sich möglicherweise auch schon Vorgängergebäude befunden haben. Deutlich außerhalb der Mauern der Burg liegen zwei Gräben, die zusammen mit dem Flusstal einen äußeren Schutz der Anlage darstellen.
Die Burg befindet sich im letzten Ausbauzustand, den sie im 15. Jahrhundert erreichte. Von vorherigen Gebäuden sind nur noch Teile der Fundamente und Mauern vorhanden. Der älteste Teil basiert auf dem Zentralturm der Festung, der dann durch weitere Türme an den Ecken des Burghofes und spätere Wohngebäude ergänzt wurde. Es entstand eine ungewöhnlich kompakte und massive Konstruktion, bei der die einzelnen Elemente von außen kaum als eigenständige Gebäudeteile erkennbar sind. Im Inneren kann man noch sehr viele Fenster- und Türnischen, die Positionen der ehemaligen Zwischendecken sowie Feuerstellen und Kamine erkennen.

## Fotos

Stich von 1814
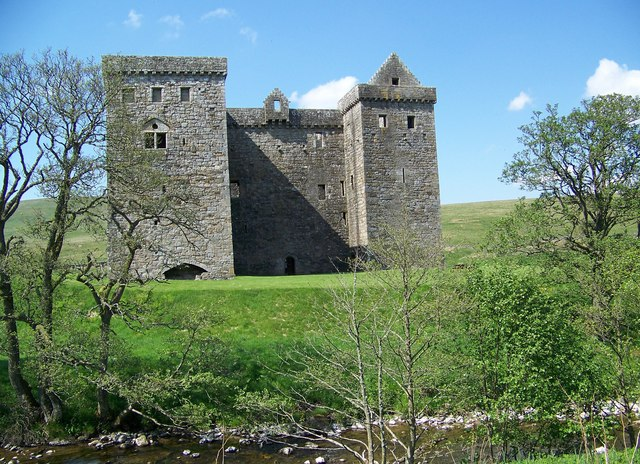
Ansicht von Süden
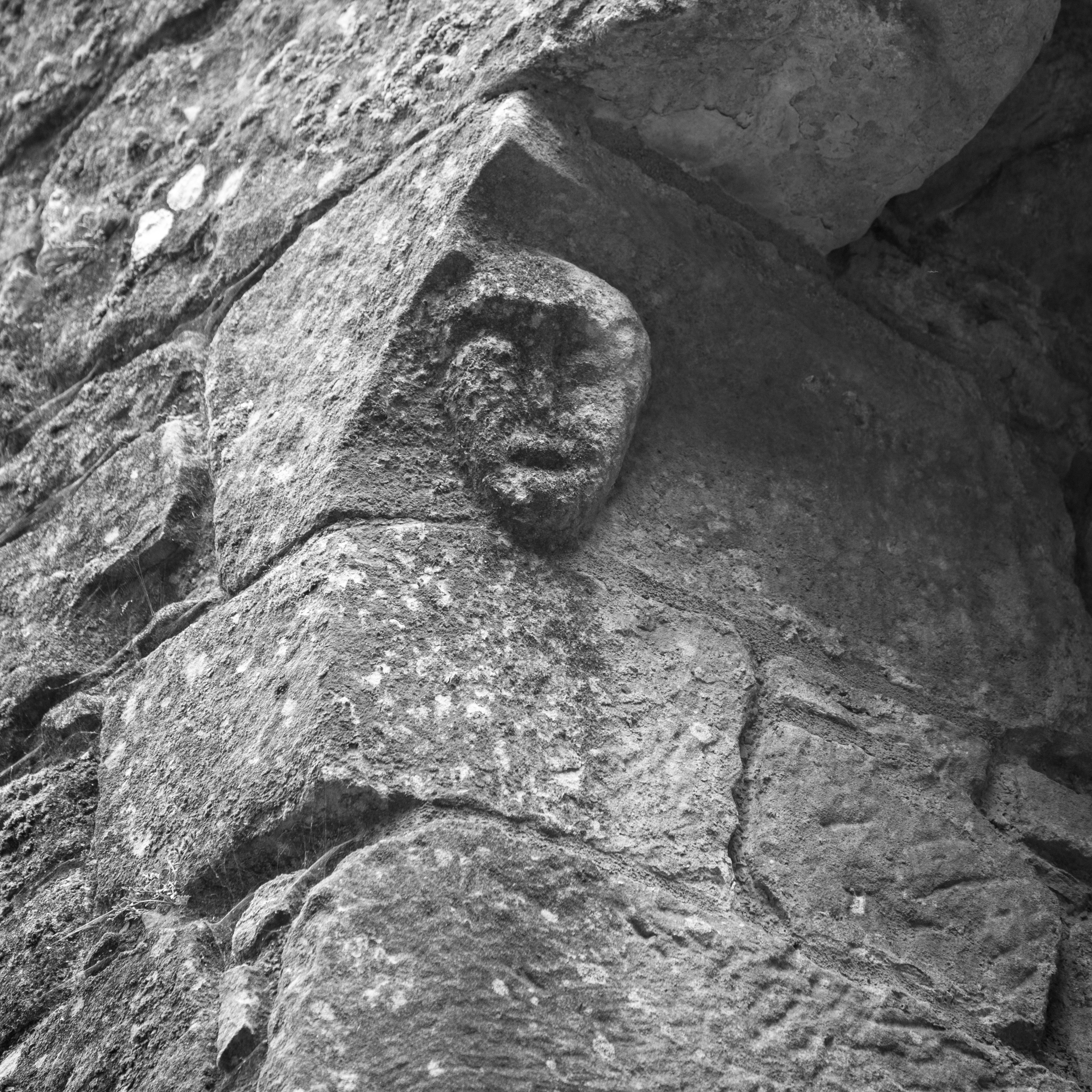
Mauerwerksdetail
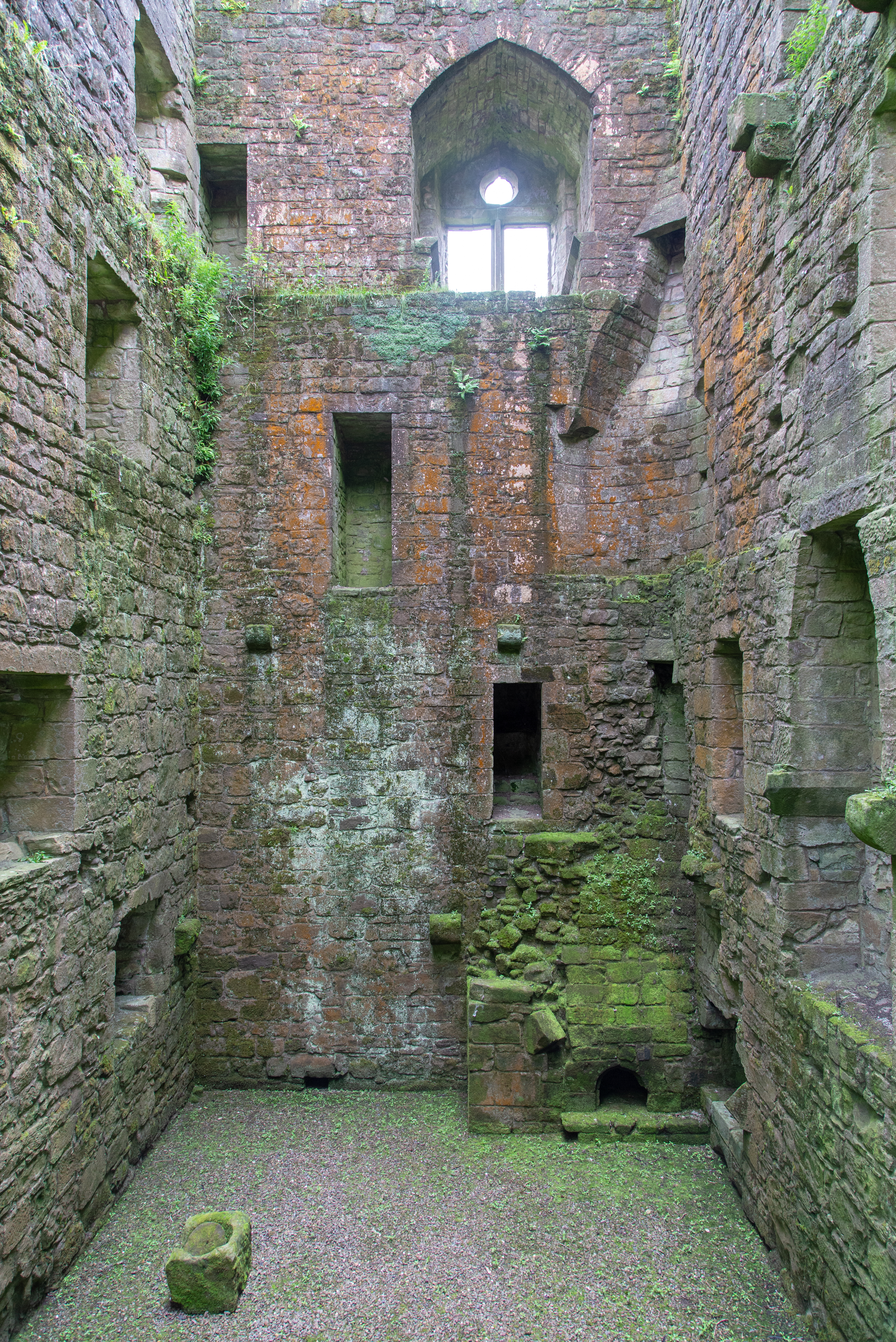
Innenansicht
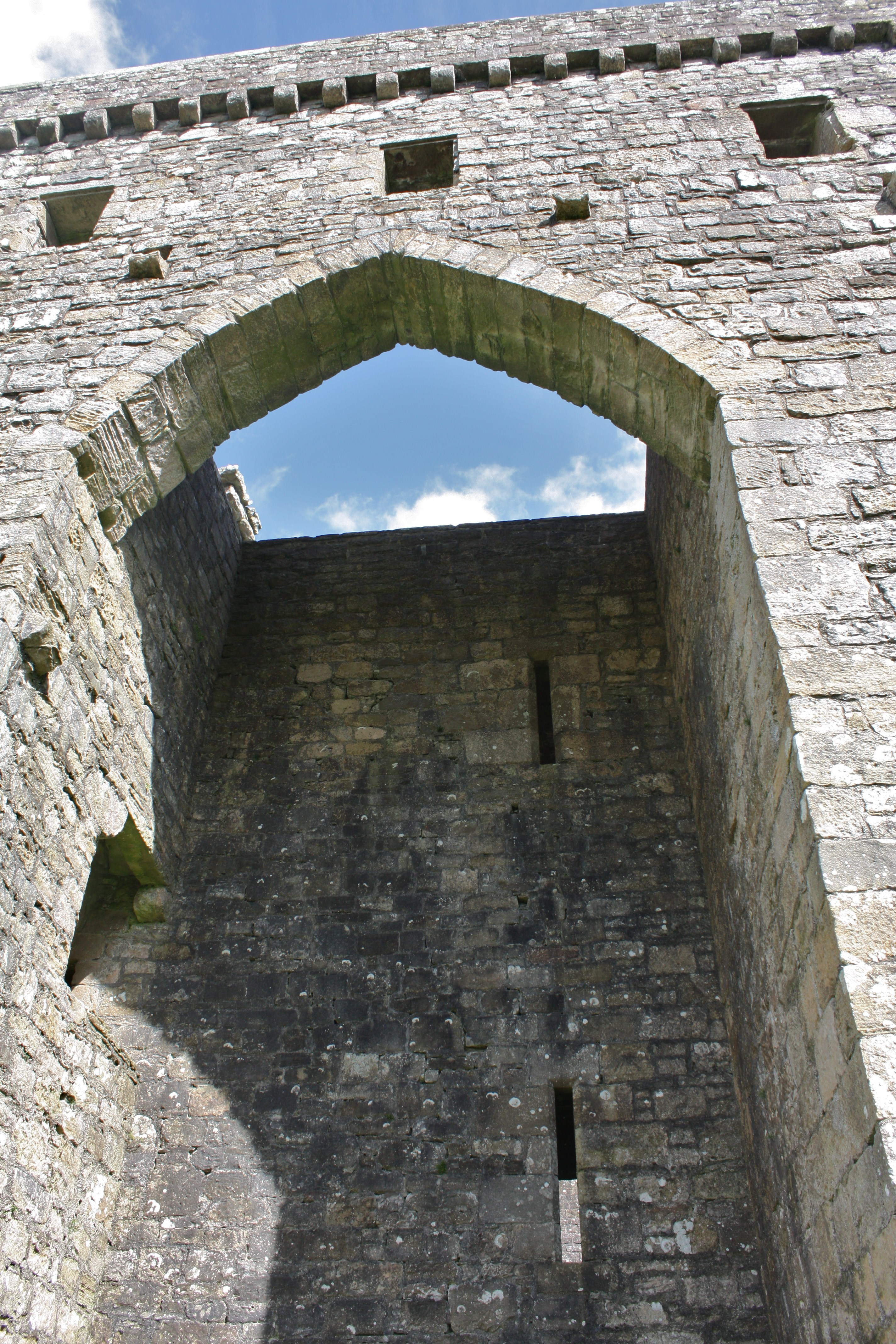
Verbindungsbogen